# ペイン・コンフェッサー
ペイン・コンフェッサー(Pain Confessor)は、フィンランドのヘヴィメタルバンド。メロディックデスメタルやデスラッシュ、メタルコアに分類されることが多い。

## 略歴
2002年に、フィンランド南スオミ州カンタ＝ハメ県ハメーンリンナで、マルック・"メイク"・キヴィスト (Vo)、ツォーマス・クーシネン (Lead & Rhythm G)、ミッコ・キヴィスト (B)の3人で結成。その後、ミッコ・ライハネン (Ds)、ヴェサ・"ウェスレイヤー"・サッキネン (Rhythm G)、パシ・ライハネン (Key)が相次いで加入し、バンドとしての体制が整い、活動を本格化する。
2003年に、プロモーション用デモ『Demo 2003』を作成する。これをきっかけに、フィンランドのインディーズレーベル、メガマニアと契約する。2004年にシングル『Poor Man's Crown』をリリースしデビューする。同年には1stアルバム『Turmoil』をリリースする。
2006年に2ndアルバム『Fearrage』をリリースする。このアルバムは日本でもウッド・ベルからリリースされ、日本デビューを果たした。同年には『Finnish Music Days In Tokyo 2006』に出演した。同年8月にメガマニアから3rdアルバムを2007年3月にリリースするように要求され、曲作り、レコーディングを急ピッチで行い、2007年3月に3rdアルバム『Purgatory of the Second Sun』をリリースする。
この後、メガマニアから離脱し、2008年にデモCD『Demo 2008』、2009年にも『Demo 2009』をリリースしている。
また3rdアルバムリリース後、ヴェサ・"ウェスレイヤー"・サッキネンが脱退し、トミ・クルキ (G)が加入した。2010年にトミ・クルキが脱退し、2011年にサムリ・フェデレイ (G)加入した。
2007年にメガマニアを離脱した後、長らく所属レーベルのない状態が続いたが、2012年3月末にフィンランドの名門レーベル、スパインファーム・レコードと契約した。また、ミッコ・ライハネンとサムリ・フェデレイが脱退し、アキ・クーシネン (Ds)、ヤッコ・クンナス (G)が加入したことも発表された。同年、5年ぶりの4thアルバム『Incarcerated』をリリース。その後、ヤッコ・クンナスが脱退。ヘイトフォームやモルス・プリンシピアム・エストで活動歴のあるトミー・ライスト (G)が加入した。
2016年7月、メンバーの正式脱退の発表は無かったものの、マイグレインで活動していたヨニ・ラハデンカウッピ (G)とヤンネ・ミカエル・マンニネン (Ds)がそれぞれツォーマス・クーシネンとアキ・クーシネンに代わって加入することが発表された。11月、初期からキーボーディストとして参加していたパシ・ライハネンが脱退することが発表された。脱退の理由は、養豚に専念するためであった。同時にライハネンの後任として、元メンバーのヤッコ・クンナスとヘリオンというバンドで同僚だったラウリ・ヘイッキネンが加入した事も発表された。
2019年4月、公式フェイスブックに「全ての物語には始まりと終わりがある」（英語: "Every story has a beginning and an ending"）と投稿し、バンドが解散したことを示唆した。後に、メンバーのミッコ・キヴィストがオムニアム・ギャザラムに加入した際の発表でも、ミッコの紹介で「かつてフィンランドのグループ、ペイン・コンフェッサーで知られていた」（英語: "previously known from the Finnish group Pain Confessor."）と綴られ、ペイン・コンフェッサーが既に存在しないことが示唆されている。

## メンバー

### 最終メンバー
- マルック・"メイク"・キヴィスト (Markku "Make" Kivistö) - ボーカル

ノンスリップレヴェルで活動。
- ヨニ・ラハデンカウッピ (Joni Lahdenkauppi) - ギター

マイグレイン、ザイレインでも活動。
- トミー・ライスト (Tomy Laisto) - ギター

ヘイトフォーム、モルス・プリンシピアム・エストでも活動。
- ミッコ・キヴィスト (Mikko Kivistö) - ベース

オムニアム・ギャザラム、ノンスリップレヴェルで活動。
- ラウリ・ヘイッキネン (Lauri Heikkinen) - キーボード
- ヤンネ・ミカエル・マンニネン (Janne Mikael Manninen) - ドラムス

マイグレイン、...アンド・オーシャンズでも活動。

### 旧メンバー
- ツォーマス・クーシネン (Tuomas Kuusinen) - リード&リズムギター

ジェーン・ドゥ69で活動。
- ヴェサ・"ウェスレイヤー"・サッキネン (Vesa "Wesleyer" Säkkinen) - リズムギター

エンシェント・ロッテン・グレイヴガーズ (A.R.G.)で活動していた。
- トミ・クルキ (Tommi Kurki) - ギター

サンクニティでも活動。
- サムリ・フェデレイ (Samuli Federley) - ギター
- ヤッコ・クンナス (Jaakko Kunnas) - ギター

チュリサスやトゥー／ダイ／フォーのライヴにセッションとして参加していたことがある。
- パシ・ライハネン (Pasi Laihanen) - キーボード

コロニアで活動。
- ミッコ・ライハネン (Mikko Laihanen) - ドラムス

ノンスリップレヴェルで活動。
- アキ・クーシネン (Aki Kuusinen) - ドラムス

## ディスコグラフィー

### アルバム
- 2004年 Turmoil
- 2006年 フィアレイジ Fearrage
- 2007年 パーガトリィ・オブ・ザ・セカンド・サン Purgatory Of The Second Sun
- 2012年 Incarcerated

### シングル
- 2004年 Poor Man's Crown
- 2006年 Fall On Evil Days
- 2007年 Ne Plus Ultra

### デモ
- 2003年 Demo 2003
- 2008年 Demo 2008
- 2009年 Demo 2009